# Glanon
Glanon település Franciaországban, Côte-d’Or megyében. Lakosainak száma 275 fő (2022. január 1.). Glanon Auvillars-sur-Saône, Pouilly-sur-Saône, Seurre, Bagnot, Labruyère és Lechâtelet községekkel határos.

## Népesség
A település népességének változása:
| Lakosok száma | 113  | 105  | 143  | 193  | 235  | 239  | 248  | 267  | 270  | 275  |
|               | 1968 | 1982 | 1990 | 2006 | 2013 | 2015 | 2017 | 2019 | 2020 | 2022 |